# 老挝国家主席府
国家主席府，又称金宫，是老挝人民民主共和国主席的官邸、老挝人民革命党中央委员会总书记的駐地、国家权力的象征。其坐落于首都万象湄公河畔，靠近凯旋门，建筑风格为法国式。 

## 历史
该建筑位于澜沧大道和塞塔提拉路交界处的沙格庙附近，最初于1560年根据塞塔提拉国王的命令建造，作为新的皇家住所。同时在1973年，它首先由当时的老挝皇家政府在曾经是皇家住所的场地上启动。它是由当地建筑师甘烹碧・风尼乔设计的，但由于1975年巴特寮带来的政治变革，这座建筑直到很久以后才完工。主席府终于在1986年开放，即使在那时也只是作为政府职能和仪式的场所。该建筑不对公众开放。它是著名的地标，以其雄伟而优雅的布杂艺术建筑而闻名，配有高大的柱廊和阴凉的阳台。该建筑周围环绕着修剪整齐的草坪和花园，并由高墙和锻铁门围起来。不要将国家主席府与位于万象郊区，班恩斯安的老挝主席官方官邸混淆。宫殿在晚上点亮，为夜间摄影提供了绝佳的机会。